# 球戯場の誓い

ダヴィッド『球戯場の誓い』。バイイ、ロベスピエールらの姿が見える（カルナヴァレ博物館蔵）

球戯場の誓い（きゅうぎじょうのちかい、仏: Serment du Jeu de paume、英: Tennis Court Oath）とは、フランス革命直前の1789年6月20日、三部会の第三身分議員がヴェルサイユ宮殿の球戯場（ジュ・ド・ポームのコート）に集まり、憲法制定まで解散しないことを誓い合った出来事。なお、「球技場の誓い」と表記される他、英語の重訳からテニスコートの誓いと呼ばれることもある。

## 概要

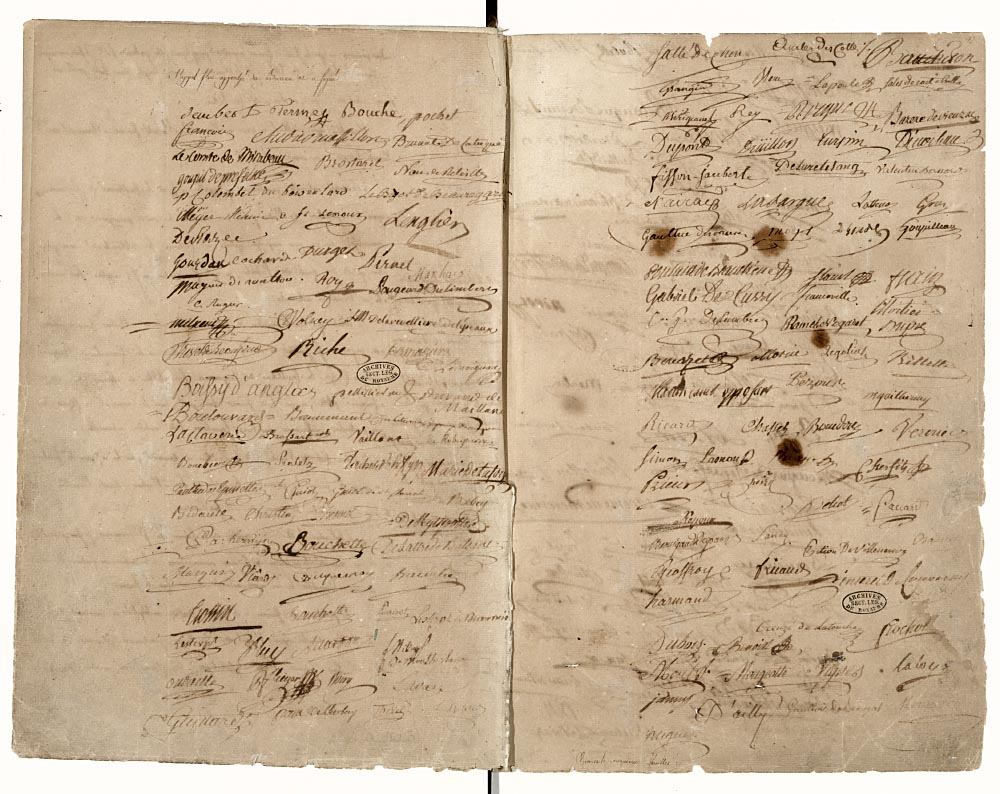
球戯場の誓いの連判状

当時のフランス王国は度重なる戦争と飢饉で財政が破綻しており、財政を再建するにはこれまで課税を免れてきた第一身分（聖職者）と第二身分（貴族）にも課税を行なうほかなく、ルイ16世は新しい課税制度を制定するために身分制議会である三部会を召集した。三部会の議決方法をめぐっては第三身分（平民）が合同審議と個人別投票を主張し、分離審議と身分別投票を主張する第一身分・第二身分と激しく対立した。
これに対し、1789年6月10日、『第三身分とは何か』の著者であるアベ・シェイエスの呼びかけで第三身分議員は独自の行動を取ると宣言し、6月17日には第三身分議員の集まりこそが国民を代表するとして国民議会を称するに至った。このように独自に審議を進める国民議会に進歩的な僧侶や貴族らも次第に合流し始めた。6月19日には激論の末ついに第一身分議員が国民議会に合流することを決定したが、これに脅威を感じた王弟アルトワ伯爵ら強硬派が国王を促して、夜のうちに国民議会の議場（ムニュ・プレズィール館）は閉鎖された。
1789年6月20日、議場から閉め出された国民議会はヴェルサイユ宮殿の球戯場を新たな議場とし、ジャン＝ジョゼフ・ムーニエの提案により、「王国の憲法が制定され、強固な基盤の上に確立されるまでは、決して解散せず、四方の状況に応じていかなる場所でも会議を開く（仏: Nous jurons de ne jamais nous séparer et de nous réunir partout où les circonstances l'exigeraient, jusqu'à ce que la Constitution du royaume fût établie et affermie par des fondements solides）」ことを誓い合った。バイイが誓いの文面を朗読すると、議員たちからフランスと国民と国王をたたえる万歳三唱があがった。
球戯場の誓いの舞台となった屋内コートがあった建物はヴェルサイユ市内に現存している（球戯場を参照）。